# Часовня Нидердонк
Часовня Нидердонк (нем. Kapelle Niederdonk), в которой находится чудотворный образ «Дева Мария в горести», находится в городе Мербуш (городская часть Бюдерих), ФРГ.

## История
За свою многовековую историю часовня неоднократно перестраивалась, достраивалась и обновлялась. Её история тесно связана с историей расположенного рядом старинного рыцарского замка Дикхоф (Dyckhof).
Примерно с XIV века территория, на которой располагается часовня, принадлежала знатной семье Норпрат (Norprath), обосновавшейся в замке. Сохранились сведения о том, что часовня была построена этой семьёй в 1542 году (возможно, в 1546 году). В народном предании она именовалась церквушкой Пиперса, по имени владельца земли (Piper Griet). Есть основания полагать, что на её месте несколько ранее располагалась келья неизвестного отшельника, подвижника христианства.
Только через столетие появляются документальные данные о часовне. Этот документ датируется 1677 годом и свидетельствует о том, что Вольфганг Гюнтер фон Норпрат просил у кёльнского архиепископа разрешения на работы по расширению часовни, поскольку при его предках она занимала площадь не более, чем современная алтарная часть. С этого года для проведения ежедневных богослужений в часовню назначается настоятель.
В 1679 году семья Норпрат получает от архиепископа Максимиана Генриха (Maximian Heinrich) право на постройку здесь фамильного склепа. Этим же документом семье Норпрат разрешается устраивать торговлю лошадьми и ежегодную ярмарку ко вторнику Троицы.
Уже в документе 1677 года говорится о том, что в часовне находится чудотворный образ Богородицы. Именно наличие этого образа послужило толчком к выдаче привилегий семье Норпрат, поскольку таким образом создавались более благоприятные условия для проведения паломнических процессий к «болезнующей Богоматери».
В 1718 году поместье Дикхоф вместе с часовней переходит во владение монастыря Мер (Meer). К тому времени этот монастырь премонстрантов, расположенный на северной окраине Бюдериха, стал широко известным и именно он дал имя будущему городу Мербушу. Монастырь был основан в XII веке католической блаженной (святой) графиней Хильдегундой Арской и Мерской (Hildegunde von Ahr und Meer).
Когда в начале XIX века монастырь Мер пал жертвой секуляризации и был разрушен, часовенка Нидердонк осталась цела и была передана в 1802 году католическому приходу св. Маврикия в Бюдерихе. В эти же годы замок Дикхоф приобретает семья Верхан (Wehrhahn), проживающая в нём и поныне.
Часовня к 1832 году настолько обветшала, что начались разговоры о сносе. Семья Верхан сделала всё возможное, чтобы этого не произошло. Благодаря щедрым денежным пожертвованиям часовню в 1839 году реконструировали. Хотя она и осталась однопридельной, но увеличилась площадь, кровля над алтарём приобрела башенку, а фронтон усложнён и украшен. В это же время перед входом посадили две липы, которые стоят и сегодня. Во время последней мировой войны авиационная бомба упала в непосредственной близости от часовни, взрыв полностью разрушил соседний дом, но лип и часовни не затронул...
Очередная важная перестройка произошла в 1907 году. Часовня была значительно расширена и стала трёхпридельной. Длина увеличилась с 17 до 28 метров, а ширина, соответственно, с 6,5 до 10 метров. Также пришлось полностью переложить крышу, а к алтарю была пристроена ризница, закрывшая восточные окна.
В 1949 году были отремонтированы все повреждения, оставшиеся после войны, а семья доктора Франца Шютца (Franz Schütz) пожертвовала на два основных колокола.
Дальнейшая крупная реконструкция последовала в 1963-1964 годах. Она привела к тому, что был разрушен старый фасад  вместе с лестничной башней, в западном направлении добавлена пристройка (притвор), в который был встроен орган на эмпоре и новой лестницей. С восточной стороны была разрушена ризница и перенесена к северной стороне алтаря. Это позволило в 1968 году реконструировать старые окна алтаря и застеклить их цветными витражами. Крыша вновь переделалась и заменилась на шиферную. Были так же снесены контрфорсы подпорной стенки боковых продольных нефов (боковых приделов). Время показало, что ликвидация контрфорсов отрицательно сказалась на прочности часовни, поэтому в 1980 году были проведены дополнительные защитные работы.
Последняя реставрация проведена в 2004-2005 годах. Тогда была заменена старая система отопления, произведена перекраска, пол перестелен ахенским голубым камнем и расширена площадь эмпоры, что позволило установить новый больший орган.

## Престол и креденц
Престол часовни изготовил кёльнский художник Эгино Вайнерт (Egino Weinert) примерно в 1980 году. В пазы стола из чёрного мрамора вставлены бронзовые решётки, оформленные евхаристическими мотивами. На одной из сторон алтаря изображено чудо превращения воды в вино, совершённое Иисусом Христом во время венчания в Канах Галилейских. На второй стороне изображается чудо насыщения народа пятью хлебами и двумя рыбами, на третьей — явление и беседа Христа с двумя учениками в Эммаусе, а на четвёртой — омовение ног апостолам на Тайной вечере.
Креденц в бронзе также исполнил Эгино Вайнерт. Мотивами его миниатюр стали семь благих дел, которые должен исполнять в повседневной жизни каждый христианин, наблюдая страдания окружающих: накормить голодного и напоить испытывающего жажду, одеть нагого, освободить пленника, дать прибежище бездомному, посетить болящего и похоронить умершего.